# Bermúdez de Castro
Il cognome Bermúdez de Castro fu creato a metà del XV secolo, grazie al matrimonio formato da Pedro Bermúdez de Montaos e Leonor de Castro y Guzmán.

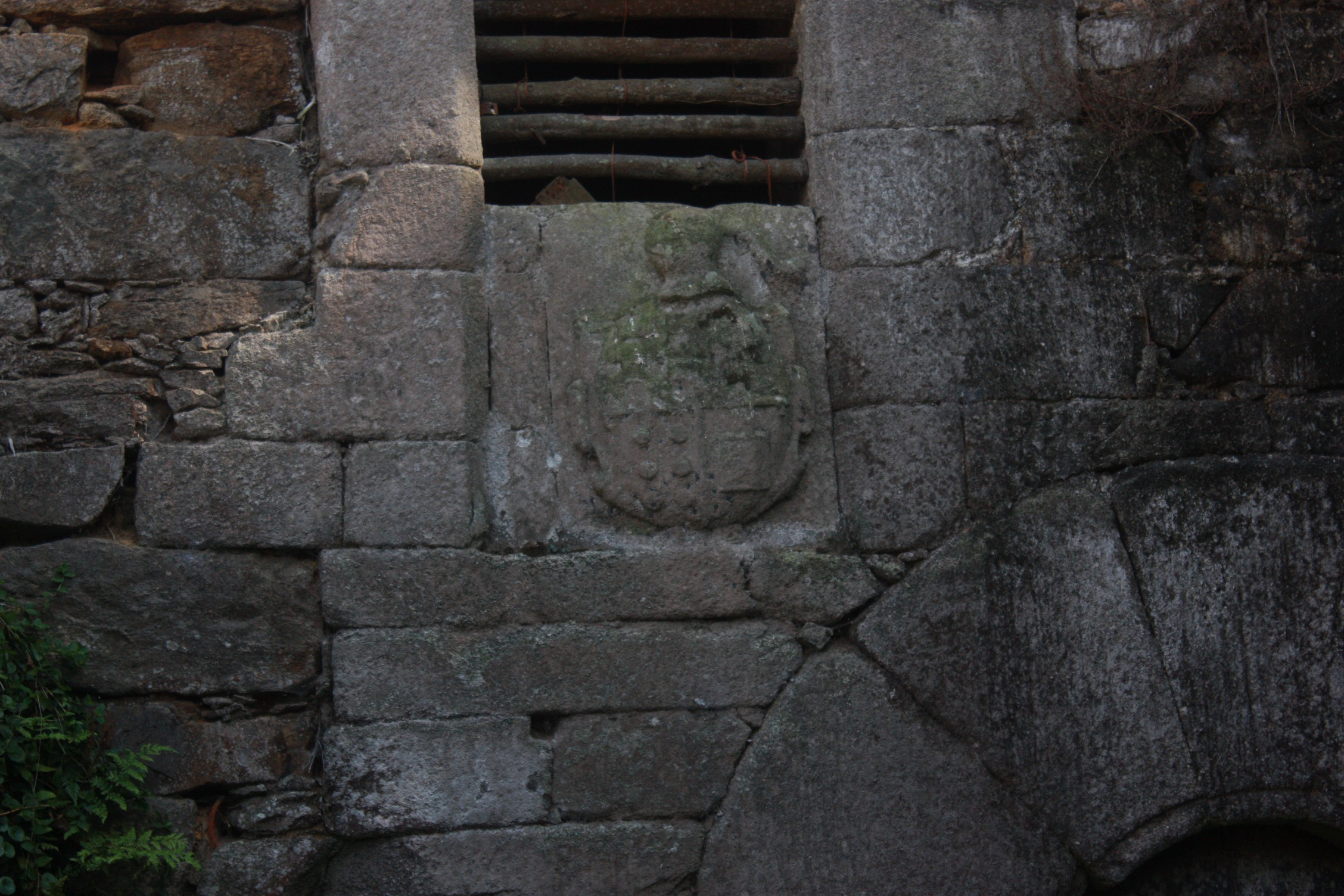
Stemma Bermúdez de Castro nella Torre da Penela a Cabana de Bergantiños

## Origine
Da questo matrimonio nacquero cinque figli: Pedro, Fernando, Isabel, María e Beatriz.
Il primogenito fu chiamato Pedro Bermúdez de Montaos "il Giovane" per distinguerlo dal padre che aveva lo stesso nome. Alla sua morte senza successione, il patrimonio familiare passò al fratello, Fernando Bermúdez de Castro, abate, che fu il primo ad utilizzare il cognome: una pergamena del 1464, in cui appare citato come tale, può essere considerata il documento più antico in cui compare tale cognome.

## Continuità del cognome
Lo stesso Fernando Bermúdez de Castro garantì il mantenimento del cognome stabilendo, nell'atto della tenuta di Montaos, "che coloro che fossero succeduti a questa tenuta avrebbero dovuto servirla e averla alle stesse condizioni, linee guida e forme di successione sopra dichiarate, portando lo stemma, il cognome e la reputazione della mia casata ".
Da allora, molti Bermúdez de Castro si sono distinti nella letteratura, nella politica, nello sport, nel servizio militare, ecc.

## Arma
Scaccato di oro e di nero di quindici pezzi con la bordura di argento caricata da una catena d'azzurro.